# Irn-Bru

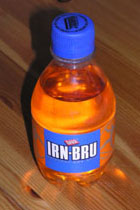
Garrafa de Irn-Bru

Irn-Bru (prononcia-se ˈaɪɚn bruː) é uma bebida popular cafeinada da Escócia. Ela é fabricada pela A.G. Barr plc, de Glasgow (empresa). Irn-Bru é distribuída para o Reino Unido, a República da Irlanda, Rússia, Canadá, África do Sul, e partes da Europa e em algumas partes da Austrália e Singapura.